# Leupuem Mesjid
Leupuem Mesjid is een bestuurslaag in het regentschap Pidie van de provincie Atjeh, Indonesië. Leupuem Mesjid telt 634 inwoners (volkstelling 2010).